# Limonium vulgare
Limonium vulgare é uma espécie botânica pertencente à família Plumbaginaceae.